# 1083. grenadirski polk (Wehrmacht)
1083. grenadirski polk (izvirno nemško 1083. Grenadier-Regiment; kratica 1083. GR) je bil pehotni polk Heera v času druge svetovne vojne.

## Zgodovina
Polk je bil ustanovljen 8. julija 1944 kot sestavni del 544. grenadirske divizije.